# Tallolie
Tallolie is een harsproduct. Het is de naam van een mengsel van harszuren, vetzuren en andere materialen. Deze worden verkregen door de behandeling met zuur van de logen welke afkomstig zijn uit de ontbindingsproducten van naaldhout.
Tallolie wordt onder meer gebruikt bij de behandeling van lijnolie voor de linoleumproductie.